# Kressbronn am Bodensee
Kressbronn am Bodensee là một thị xã thuộc huyện Bodensee ở Baden-Württemberg, Đức. Nơi đây nằm trên Hồ Constance.

## Tổng quan
Từ năm 1919 đến năm 2011, Kressbronn là địa điểm của nhà máy đóng tàu Bodan-Werft, nơi đã đóng nhiều phà và các loại tàu khác được sử dụng trên Hồ Constance và các hồ khác ở Alpine.
Luật sư Nicolas Becker sinh năm 1946 tại Kressbronn am Bodensee.